# Wilhelm Bettinger (Beamter)
Friedrich Wilhelm von Bettinger (* 1795; † 1876) war ein bayerischer Verwaltungsbeamter, pfälzischer Regierungsvizepräsident und Konsistorialdirektor.

## Leben
Bettingers Eltern waren Carl Bettinger (1740–1813), kaiserlicher Postdirektor sowie herzoglicher Hofrat in Zweibrücken und Henriette Philippine Landfried. Der Vater war 1793 der erste Fluchthelfer von Herzog Karl II. August.
Bettinger wurde 1832 in Nachfolge des verhafteten Philipp Jakob Siebenpfeiffer Verweser des Landkommissariats Homburg. Nach weiteren beruflichen Stationen wurde er 1839 zum Regierungsrat in Speyer und zusätzlich 1846 zum Konsistorialdirektor ernannt. Die protestantische Kirche der Pfalz stand bis 1848 unter der Leitung des Oberkonsistoriums in München. Sein Amt als Vorstand der unabhängigen Vereinigten Protestantisch-Evangelisch-Christlichen Kirche der Pfalz gab er 1851 an Carl Eugen Prinz ab.
Bettinger wurde am 8. April 1848 als Nachfolger des gestürzten August Lufft Regierungsdirektor der Kammer des Innern in Speyer. Während des pfälzischen Aufstands von 1849 verhielt er sich königstreu. Im Alter von 72 Jahren ging Bettinger, seit September 1866 Regierungsvizepräsident und mit dem Personaladel versehen, 1867 in den Ruhestand.

## Familie
Bettinger heiratete 1827 Henriette Aulenbach (1801–1837). Die drei Kinder erster Ehe blieben ledig. In zweiter Ehe heiratete er 1839 Cornelia (1812–1886), Tochter des Frankenthaler Bürgermeisters Carl Lehmann. Carl Bettinger, das einzige Kind aus dieser Ehe wurde Ingenieur und hatte vier Kinder.
Bettingers Bruder Carl Philipp Ritter von Bettinger (1785–1857) wurde 1822 Regierungsrat in Speyer und 1847 Generalstaatsprokurator für die Pfalz. Der jüngere Bruder Ludwig (1788–1842) übernahm die Stelle des Vaters und wurde französischer Postdirektor in Zweibrücken. Bis 1818 war er noch Postmeister und zuletzt Gemeindeschreiber in Dudenhofen. Der jüngste Bruder Julius (1802–1887) wurde 1836 Leiter der Kreis-Kranken- und Pflegeanstalt Frankenthal. Dieser wurde 1848 zum Hauptmann der Bürgerwehr gewählt und war mit Clementine Lehmann, der Schwester von Cornelia Bettinger verheiratet.
Bettingers Schwäger Carl Aulenbach und Friedrich Lehmann sowie Jacob Bentz, der Ehemann seiner Nichte, nahmen am pfälzischen Aufstand teil und mussten ins Ausland emigrieren. – Der Arzt und Naturforscher Johann Adam Pollich war der Vetter von Bettingers Vater.